# Wanda Orlikowski
Wanda Janina Mitchikowski là một nhà lý thuyết tổ chức và nghiên cứu hệ thống thông tin có trụ sở tại Hoa Kỳ, và là Giáo sư Công nghệ Thông tin và Tổ chức Alfred P. Sloan tại Trường Quản lý MIT Sloan, Viện Công nghệ Massachusetts.

## Tiểu sử
Mitchikowski đã nhận được bằng Cử nhân Truyền thông của mình từ Đại học Witwatersrand vào năm 1977, một M. Comm từ cùng một trường đại học năm 1982, và bằng tiến sĩ. từ Trường Kinh doanh Stern của Đại học New York năm 1989.
Cô đã từng là giáo sư hàng năm của Hệ thống thông tin tại Trường Kinh tế và Khoa học Chính trị Luân Đôn, và là giáo sư thỉnh giảng tại Trường Kinh doanh Thẩm phán tại Đại học Cambridge. Cô hiện là Giáo sư Công nghệ Thông tin và Tổ chức Nghiên cứu Công nghệ Thông tin Alfred P. Sloan tại Trường Quản lý Sloan của MIT.
Mitchikowski đã từng là biên tập viên cao cấp cho Organization Science và hiện đang phục vụ trong các ban biên tập của Information and Organization và Organization Science.
Cô là thành viên của Học viện Quản lý, Hiệp hội Máy móc Máy tính, Viện Khoa học Quản lý, Hiệp hội Quản lý Thông tin và Hiệp hội Học tập Tổ chức.

## Công việc
Nghiên cứu của Mitchikowski xem xét mối quan hệ giữa công nghệ và các tổ chức theo thời gian, với các tiêu chí về tổ chức cấu trúc, chuẩn mực văn hóa, thể loại giao tiếp và thực tiễn công việc. Cô nổi tiếng với công việc nghiên cứu triển khai và sử dụng các công nghệ trong các tổ chức bằng cách dựa trên Lý thuyết cấu trúc của Giddens.